# Corneille Theunissen
Pour les articles homonymes, voir Theunissen.
Corneille Henri Theunissen, né le 6 novembre 1863 à Anzin et mort le 24 décembre 1918 dans le 16e arrondissement de Paris, est un sculpteur et médailleur français.
Sa carrière est fortement imbriquée avec celle de son frère cadet, le sculpteur Paul Theunissen. Les deux frères travaillent dans une grande complicité ; Paul fut non seulement l'employé de Corneille jusqu'à la mort de l'artiste en 1918, mais aussi son conseiller et homme de confiance.

## Biographie
Corneille Theunissen grandit dans des conditions modestes à Anzin, au cœur du bassin minier du Nord. Ses parents sont belges ; son père, Pierre Ludovic, est cordonnier ; sa mère Henriette Sophie, est femme au foyer. Excellent élève à l'école communale, Theunissen était voué à devenir cordonnier comme son père. Alors qu'il n'a que 14 ans, ses prédispositions pour le dessin sont remarquées par Constant Moyaux, architecte anzinois, qui convainc ses parents de le faire entrer aux académies des beaux-arts de Valenciennes. Moyaux restera un protecteur et un appui durant toute la carrière de Theunissen, lui procurant ressources et commandes. De 1877 à 1881, Theunissen remporte à Valenciennes de nombreuses récompenses dans des genres très variés et y rencontre Jean-Baptiste Carpeaux qui est comme lui l'élève de René Fache. Au terme de ces quatre années, il obtient une bourse pour un voyage à Rome où il rencontre Léon Fagel.
En 1882, René Fache le convainc de poursuivre ses études à l’École des beaux-arts de Paris. Il quitte Valenciennes pour Paris, grâce à des bourses de la ville d’Anzin et du département du Nord, et toujours sous la protection de Moyaux. Il est reçu 10e au concours d'entrée et entre dans l’atelier de Pierre-Jules Cavelier le 7 août 1882 ; il ne le quittera qu'en 1892. Son travail y est récompensé à plusieurs reprises.
À peine majeur, il demande la nationalité française le 26 janvier 1885, en s'adressant au maire d'Anzin, Léopold Jacquemin. Cet empressement s'explique par la nécessité de posséder la nationalité française afin de concourir au prix de Rome. Theunissen se présente six fois au concours entre 1885 et 1892, avant de recevoir la consécration le 30 juillet 1888 quand il devient lauréat du premier second grand prix de Rome pour son plâtre Oreste au tombeau d’Agamemnon.
Il reçoit en 1893 la commande du Monument commémoratif de la défense de Saint-Quentin contre les Espagnols en 1557 en tant que lauréat du concours ouvert par la ville de Saint-Quentin. Sa carrière prend son envol avec cette œuvre monumentale, l’amenant à vivre à Paris tout en restant étroitement lié à sa région natale, le Nord. Il est décoré de la Légion d'honneur en 1902 par Abel Combarieu. Le 29 avril 1914, il reçoit la médaille d'or au Salon des artistes français  pour Le Conscrit de 1814, commandé par École polytechnique.
Theunissen meurt de la grippe espagnole en 1918 à l’âge de 55 ans au sommet de sa gloire, affaibli par le deuil et moralement atteint par la destruction de nombre de ses œuvres pendant la Première Guerre mondiale. Il est inhumé à Anzin, où une rue porte son nom. Malgré l'activité prolifique de son atelier dans lequel il travaille en étroite collaboration avec son frère Paul, Theunissen tombe dans l’oubli comme nombre de ses contemporains faute de documentation et à la suite des importants dommages causés par les deux guerres mondiales sur ses œuvres.

## Œuvre

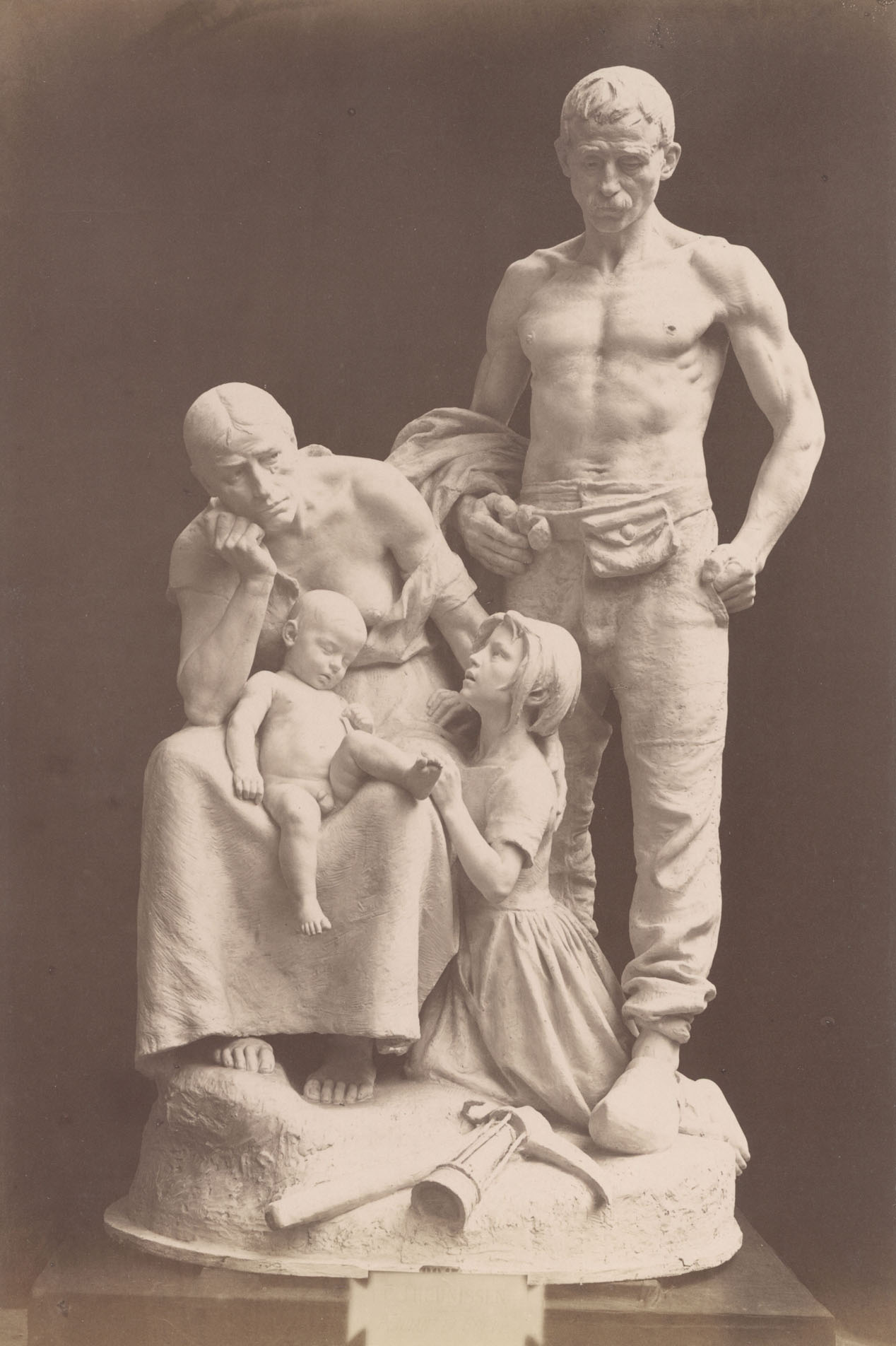
Pendant la grève (1891), plâtre, Centre historique minier de Lewarde.

Souvent qualifié de « sculpteur académique », Theunissen dépasse cette étiquette en cherchant à traduire l’action, le mouvement des corps et à retranscrire l’expressivité de ses sujets. Ses productions se caractérisent par leur variété : il est sculpteur mais aussi médailleur et portraitiste. À la diversité des supports et des matériaux s'ajoute celle des thèmes : ses bronzes, plâtres et hauts-reliefs figurent aussi bien des scènes patriotiques que sociales.
Il s'illustre en particulier dans des thèmes d’inspiration ouvrière ou paysanne, rappelant son extraction modeste et ses idées progressistes — il aurait côtoyé Louise Michel. Le plâtre Pendant la Grève, présenté au Salon des artistes français en 1891, dépeint ainsi la vie d’une famille ouvrière acculée à la misère, en hommage à la grande grève des mineurs d'Anzin en 1882. Les critiques y voient « une œuvre humaine montrant la douleur poignante et muette ainsi que l’accablement et l’obstination dans la révolte ». Theunissen, en recherche de « sujets de composition modernes », témoigne d'un grand intérêt pour le monde du travail et en particulier les avancées techniques et scientifiques du début du XXe siècle. Il visite ainsi à plusieurs reprises les mines d’Anzin, de Lourches, et de Denain dont il documente les forges avec minutie par ses croquis et ses notes. En 1916, il se rend à l’hôpital mobile sous tentes de Wimereux installé pour soigner les blessés de la bataille de la Somme, où il retranscrit par ses portraits et dessins la souffrance des malades et l'application du personnel hospitalier.

### Œuvres

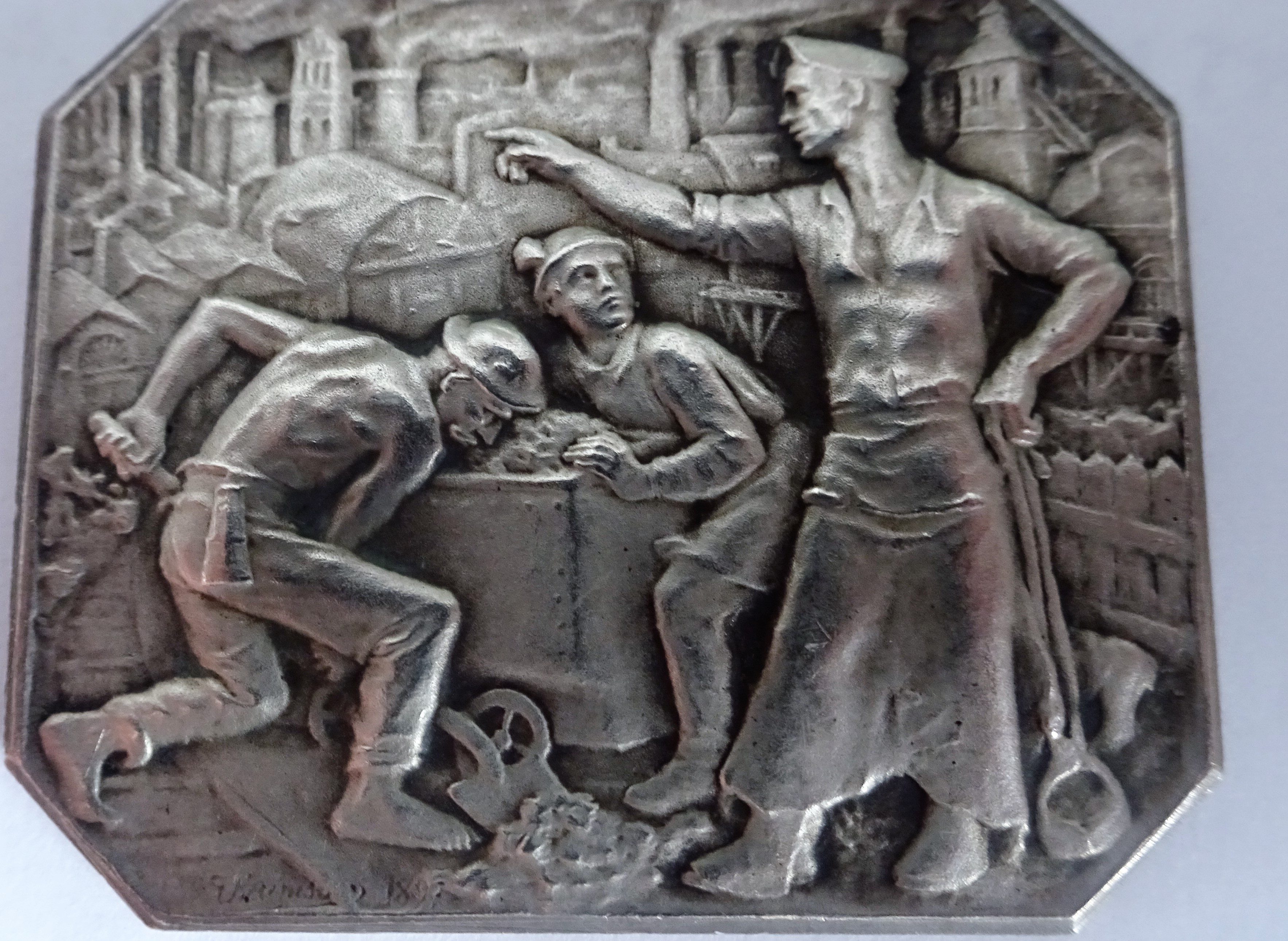
Chambre de commerce de Valenciennes (1897), plaquette en argent.

- Oreste au tombeau d’Agamemnon, 1888, plâtre, hôtel de ville d'Anzin[15] ;
- Pendant la grève, 1891, plâtre, exposé au Salon des artistes français, Centre historique minier de Lewarde[16] ;
- Monument à Pierre-Joseph Fontaine, inventeur du parachute des mines, 1892, bronze, fondu en 1914, réédifié en 1923. De nouveau fondu sous le régime de Vichy, dans le cadre de la mobilisation des métaux non ferreux. Le piédestal vide est retiré et installé dans la cour du lycée Pierre-Joseph Fontaine[17] ;
- Buste d'Eugène Motte, maire de Roubaix, 1893, plâtre patiné, Roubaix, La Piscine ;
- Monument à la Défense de 1557, 1897, commémorant la défense héroïque de Saint-Quentin par ses habitants en 1557 contre l'armée du roi d'Espagne Philippe II, piédestal conçu par l'architecte Charles Heubès, Saint-Quentin, place du 8 octobre[c] ;
- Écoinçons du porche d'entrée de la Cour des comptes, 1898, Paris, Palais Cambon[d],[6] ;
- Buste d'Henri Harpignies, 1899, Lunéville, musée du château[20] ;
- Les Arts et les Sciences rendant hommage au nouveau siècle, 1899, haut-relief érigé pour l’Exposition universelle de 1900, Paris, Grand Palais[e],[21] ;
- Le Métal ou Le Forgeron, 1900, bronze, Denain, musée d'Archéologie et d'Histoire locale ;
- Allégories de La Seine, de L'Oise, de La Somme et de L'Escaut, pour le pont d'Isle à Saint-Quentin, 1901, plâtres, Denain, musée d'Archéologie et d'Histoire locale ;
- La Souris du fond, portrait de Jules Mousseron, 1904, plâtre patiné, Denain, musée d'Archéologie et d'Histoire locale ;
- Le Mineur, 1906, bronze, Denain, musée d'Archéologie et d'Histoire locale ;
- Buste de Victor Champier, 1908, bronze, Roubaix, La Piscine.
- Buste d'Édouard Doigneau (1865-1954), 1908, bronze, 59 x 52 x 34 cm. Nemours, Château-Musée, 2021.0.64.
- Buste d'Adolphe Crauk, 1910, bronze, Denain, musée d'Archéologie et d'Histoire locale ;
- Le Conscrit de 1814, 1914, bronze, médaille d'or au Salon des artistes français, Palaiseau, cour de l'École polytechnique[f],[22],[6].
- Médaillons figurant les Portraits de Jules Touvet (1905) et de Jeanne Touvet (1906), Nancy, collection particulière ;

Œuvres de Corneille Theunissen
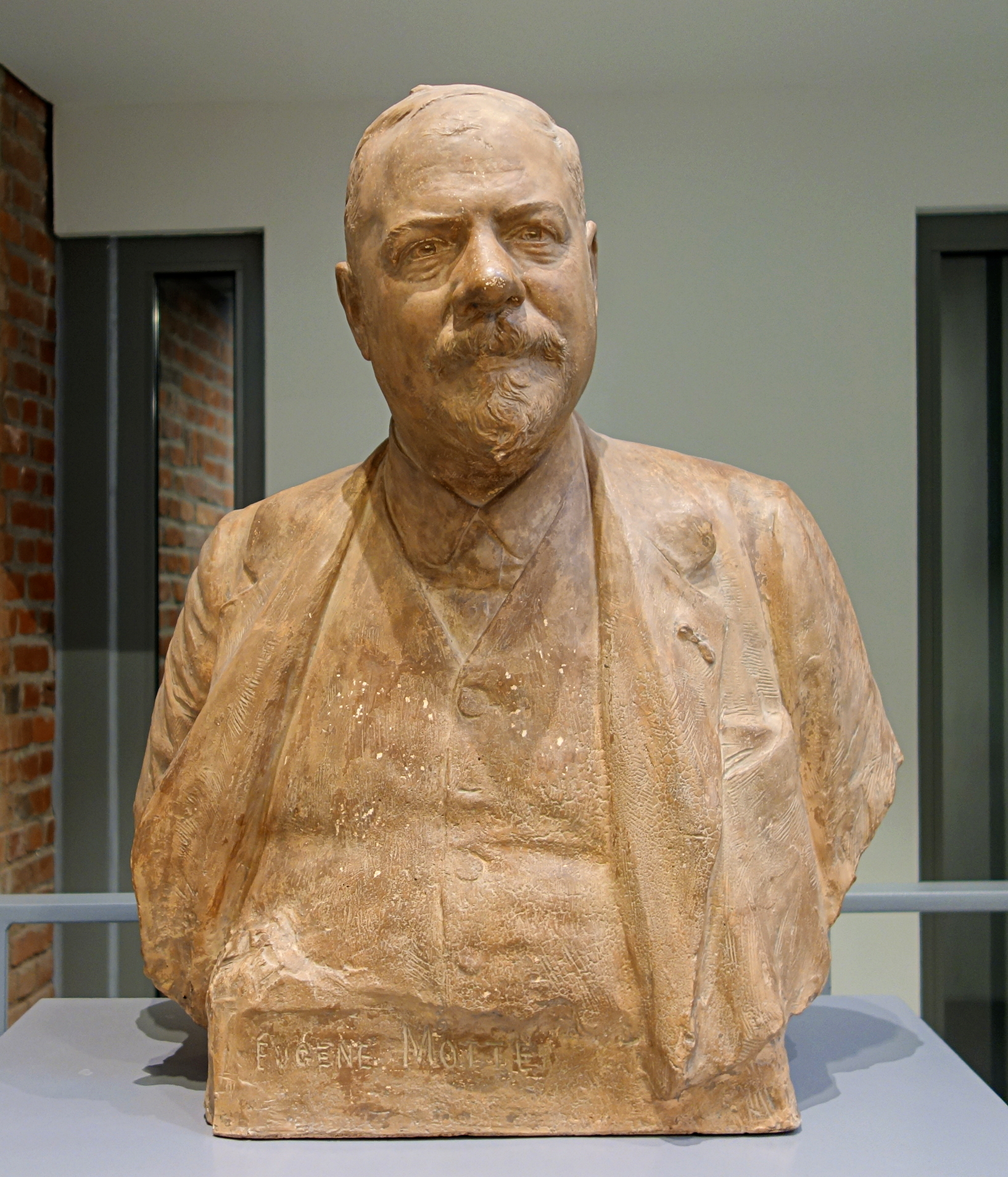
Eugène Motte (1893), buste en plâtre, Roubaix, La Piscine.
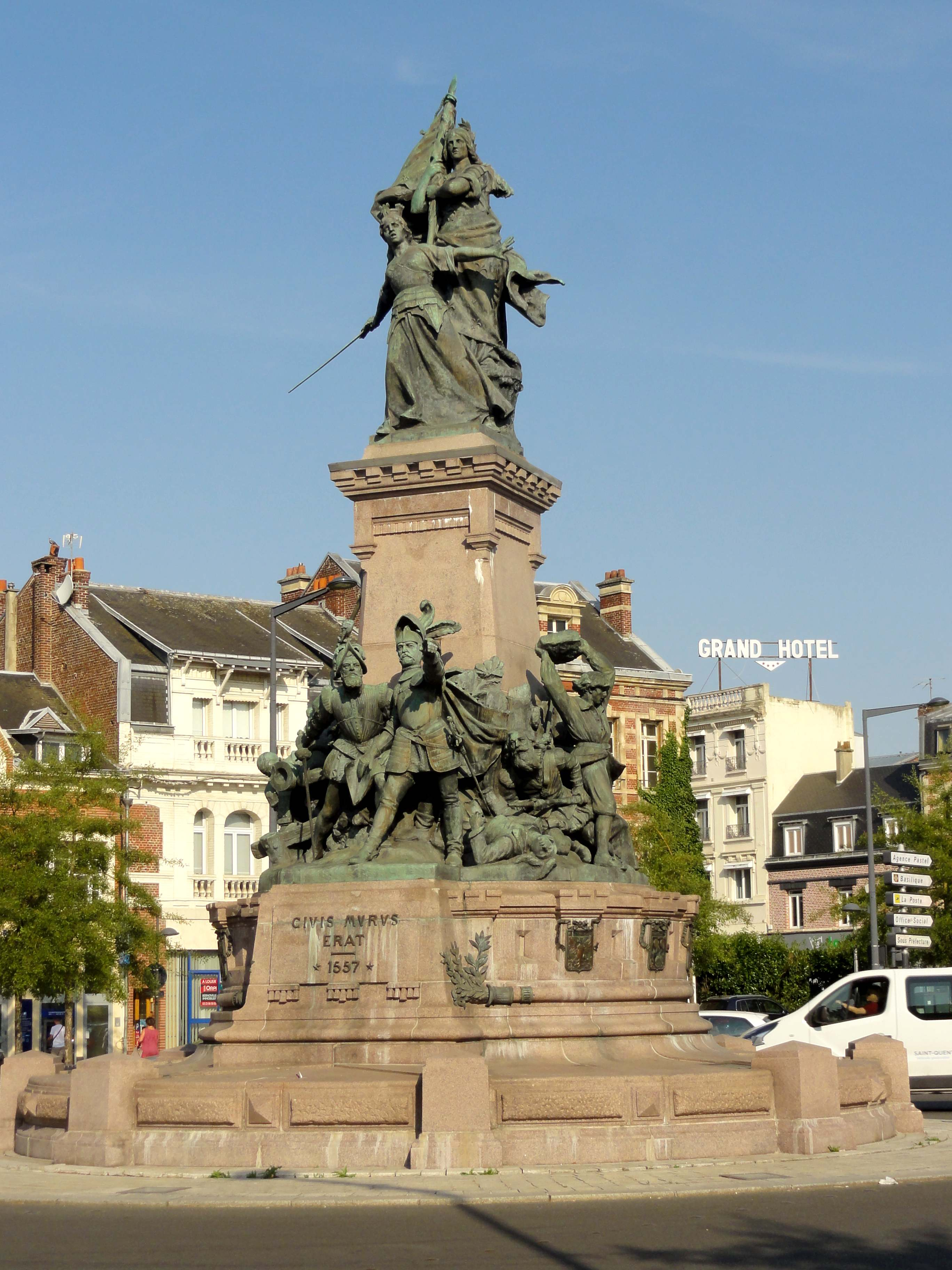
Monument à la Défense de 1557 (1897), Saint-Quentin.
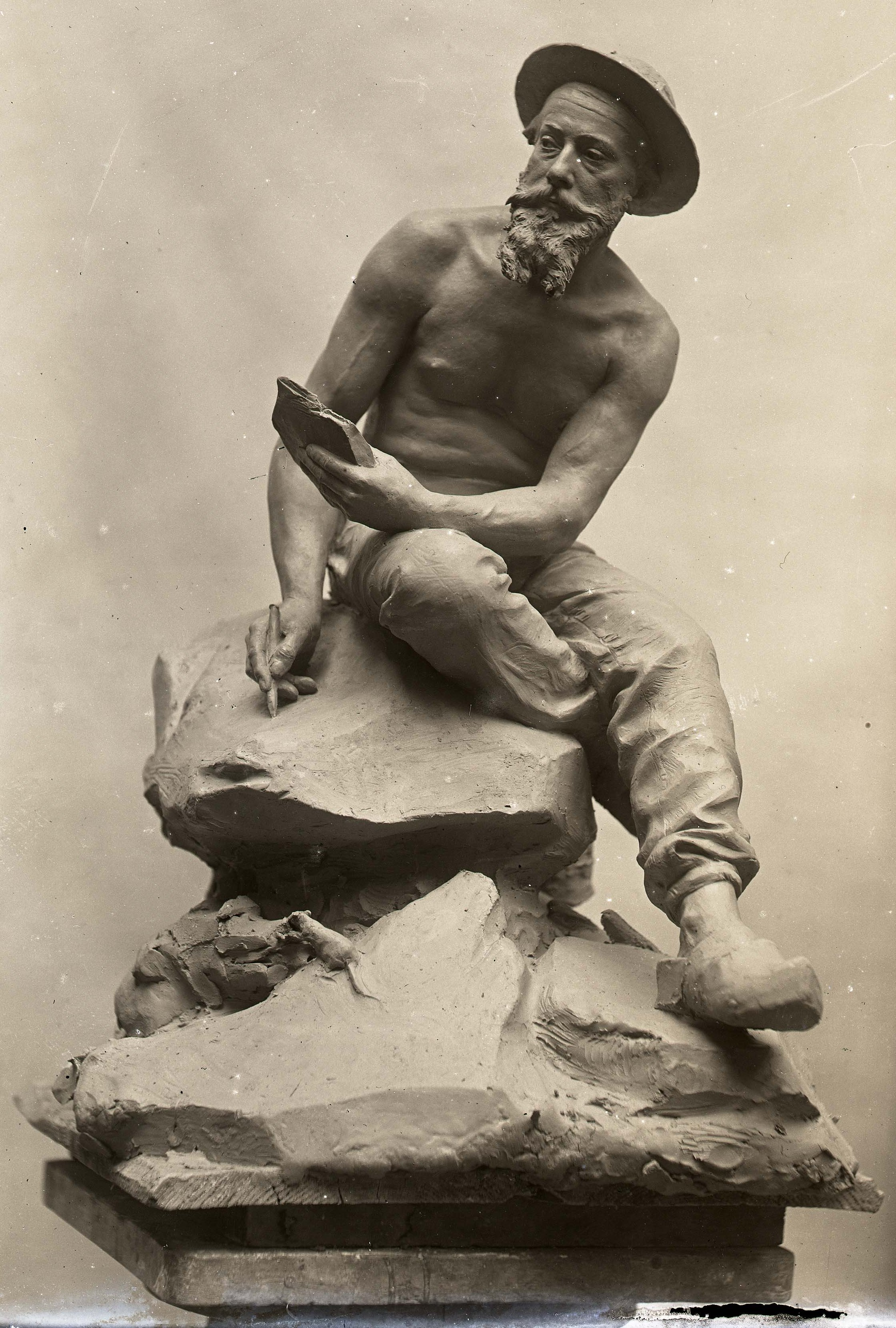
La Souris du fond, portrait de Jules Mousseron (1904), photographie de la terre crue.
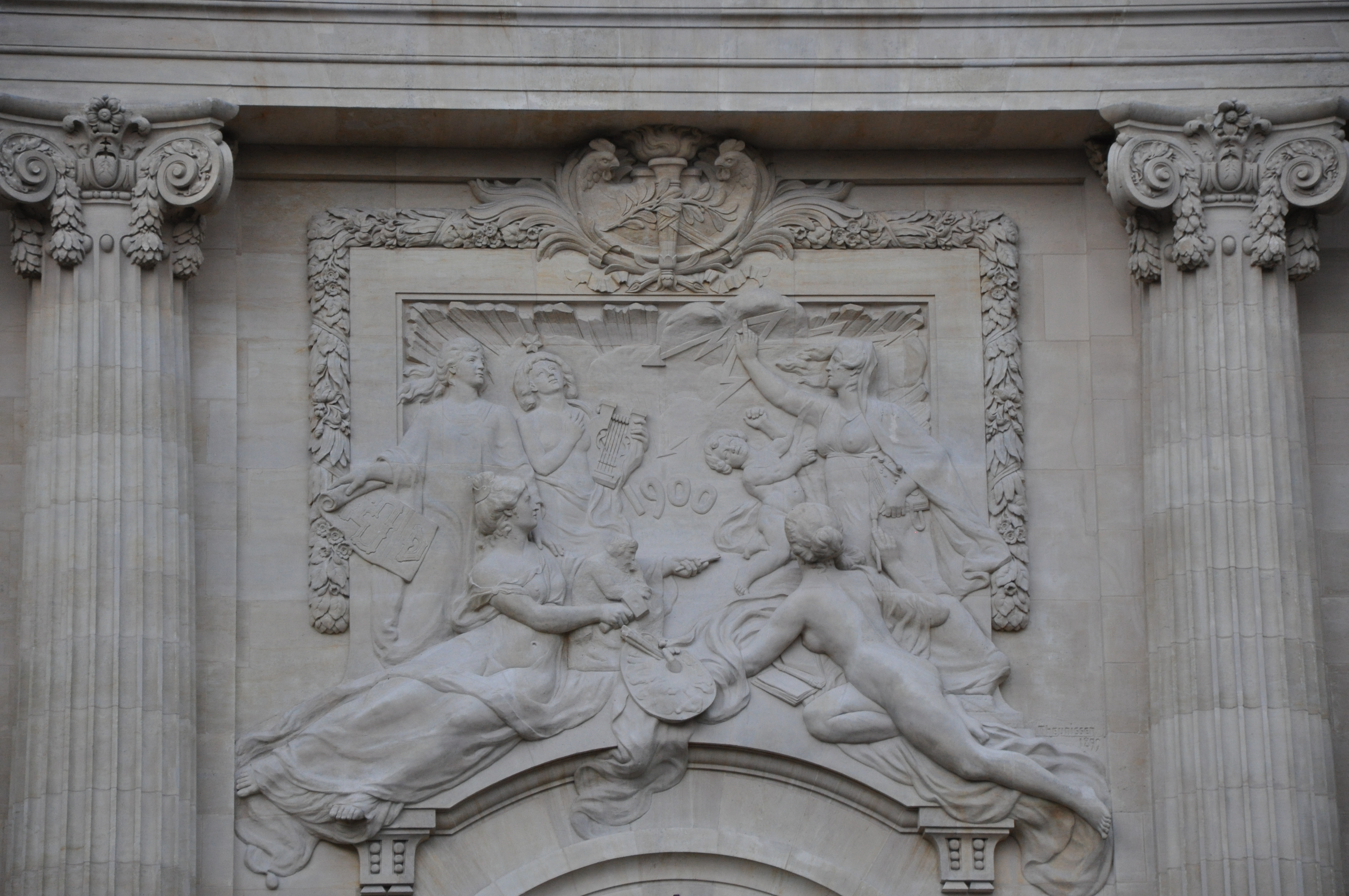
Les Arts et les Sciences rendant hommage au nouveau siècle (1899), haut-relief, Paris, Grand Palais.
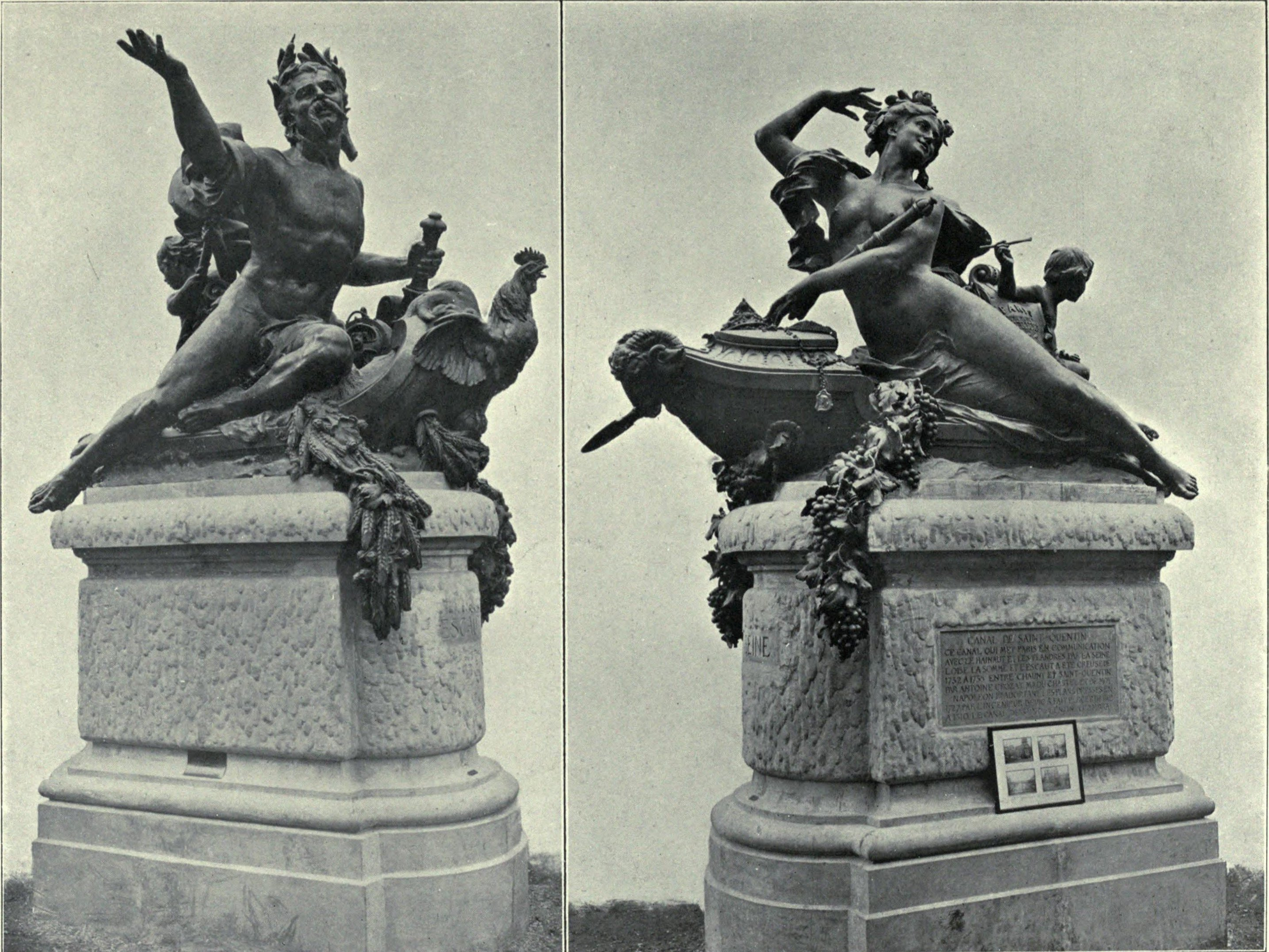
L'Escaut et La Seine (1907), bronze, Saint-Quentin, pont du canal (œuvres détruites en 1917).
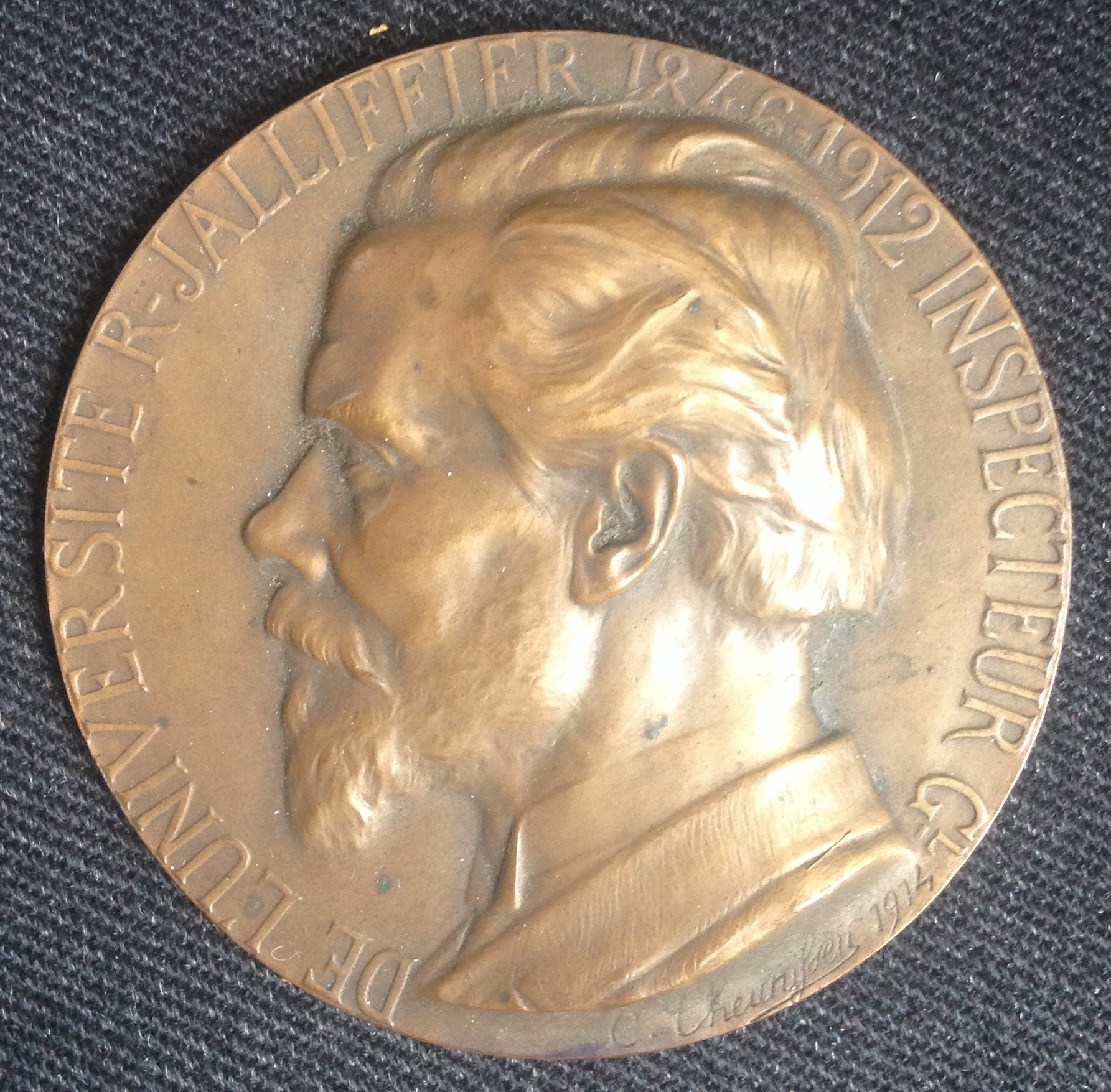
Régis Jalliffier (1914), médaille.
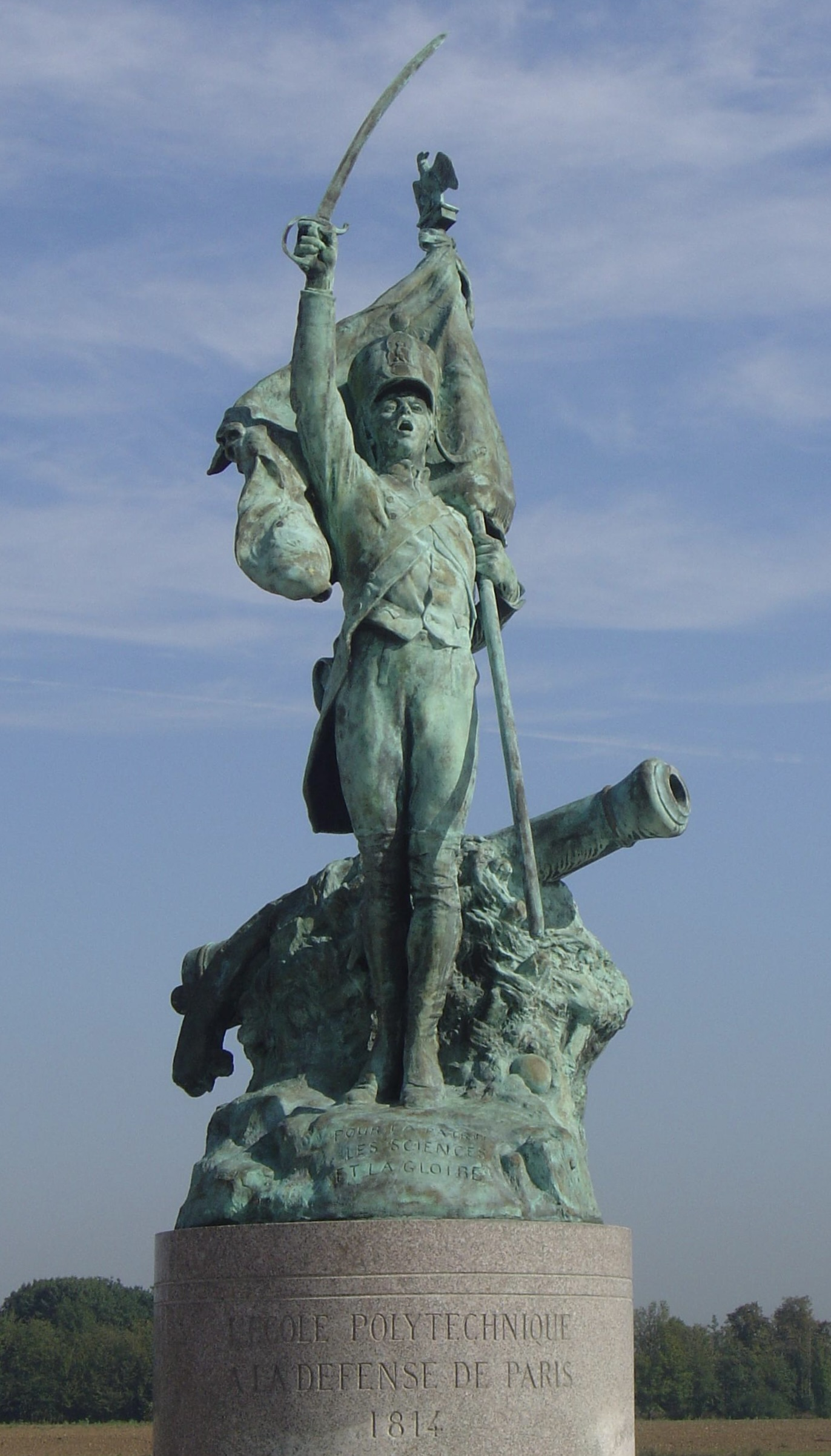
Le Conscrit de 1814 (1914), bronze, Palaiseau, cour de l'École polytechnique.

## Distinctions
Corneille Theunissen est nommé chevalier dans l'ordre national de la Légion d'honneur par décret du 22 janvier 1902, les insignes lui sont remis par Abel Combarieu.